# 氷見駅
氷見駅（ひみえき）は、富山県氷見市伊勢大町一丁目にある、西日本旅客鉄道（JR西日本）氷見線の駅で、同線の終着駅である。

## 歴史

### 氷見駅開業当時の位置問題
中越鉄道の氷見延伸にあたり、当時の氷見町においてはその駅を建設すべき位置が問題となり、1911年（明治44年）5月26日に氷見町議会は海運の便を考慮して御蔵下という海岸近くの場所を停車場予定地に決定したが、この氷見町の提案は港湾設備の新設を必要としており、氷見郡役所は廉価で取得可能な湊川近隣の御座町を予定地とするよう提案した。こうした議論の結果、中越鉄道と氷見郡は協定して停車場建設予定地を湊川西岸朝日町に決定したのであるが、市街地を横断することになる路線の決定に町民から異論が噴出し、土地取得に問題を生ずることとなったため、1912年（大正元年）9月19日の延伸開業時には結局伊勢町において仮停車場として開業することとなった。
しかし、中越鉄道はこの仮停車場を本停車場として認定することを氷見郡に対して求めたため、氷見郡はこれを中越鉄道側の契約違反と看做し、土地の還付や代金を請求するに至った。富山県知事の浜田恒之助の仲介によって、1915年（大正4年）1月11日に氷見郡会は仮停車場を本停車場として認定する代りに、当駅駅舎を改築し、また中越鉄道に対する補助金を半額に減らす旨を決議し、氷見駅位置問題は解決することとなった。

### 年表
- 1912年（大正元年）9月19日：中越鉄道が島尾駅から延伸し、その終着駅として開業する[注 1][4]。旅客及び貨物の取扱を開始する[4]。
- 1915年（大正4年）2月19日：拡張工事を行う[注 2]。
- 1920年（大正9年）9月1日：中越鉄道の国有化により、鉄道省（国鉄）氷見軽便線の駅となる[5]。旅客、手荷物、小荷物及び大貨物の取扱を行う[5]。
- 1922年（大正11年）
  - 4月11日：同日公布の鉄道敷設法別表一覧に「富山県氷見ヨリ石川県羽咋ニ至ル鉄道」が掲げられる[6]。
  - 9月2日：軽便鉄道法廃止により氷見軽便線が氷見線に改称され、当駅もその所属となる[7]。
- 1958年（昭和33年）10月：第13回国民体育大会（富山国体）の開催に際し駅舎を鉄筋コンクリート造りに改築する[1][8][9][10]。
- 1974年（昭和49年）10月1日：営業範囲を改正し、旅客、荷物および車扱貨物を取扱う駅となる[11]。
- 1975年（昭和50年）5月：氷見駅前広場の整備完成[12]。
- 1978年（昭和53年）3月1日：営業範囲を改正し、車扱貨物の取扱を廃止する[13]。
- 1980年（昭和55年）7月：当駅横に市営自転車駐輪場が完成する[14]。
- 1984年（昭和59年）2月1日：営業範囲を改正し、荷物の取扱を廃止する[15]。
- 1987年（昭和62年）4月1日：国鉄分割民営化により、西日本旅客鉄道（JR西日本）の駅となる[4]。
- 2016年（平成28年）4月27日：氷見駅周辺整備事業が竣工し、公衆便所や雨よけが新設され、駐車場などが整備される[16]。
- 時期未定：みどりの窓口が営業終了〈予定〉[17]。無人化〈予定〉[17]。

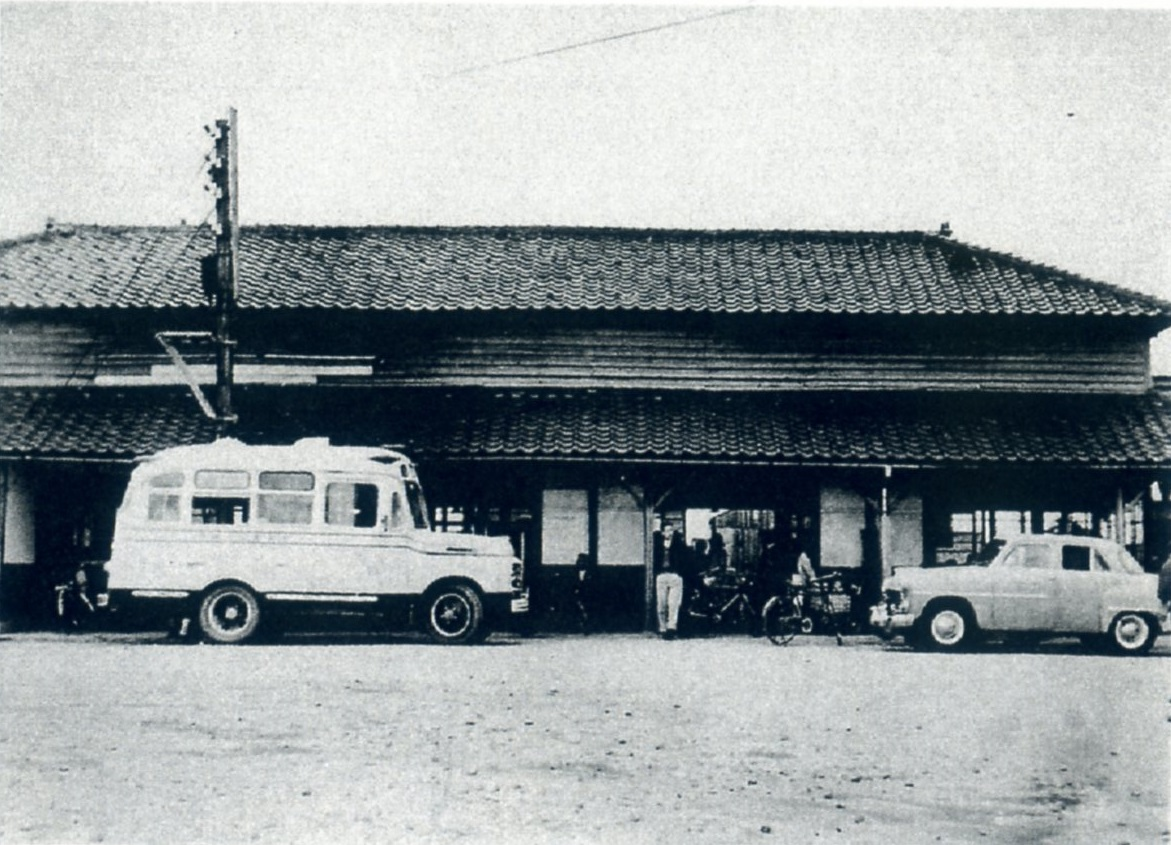
昭和20年代の氷見駅旧駅舎
1963年（昭和38年）頃の氷見駅駅舎
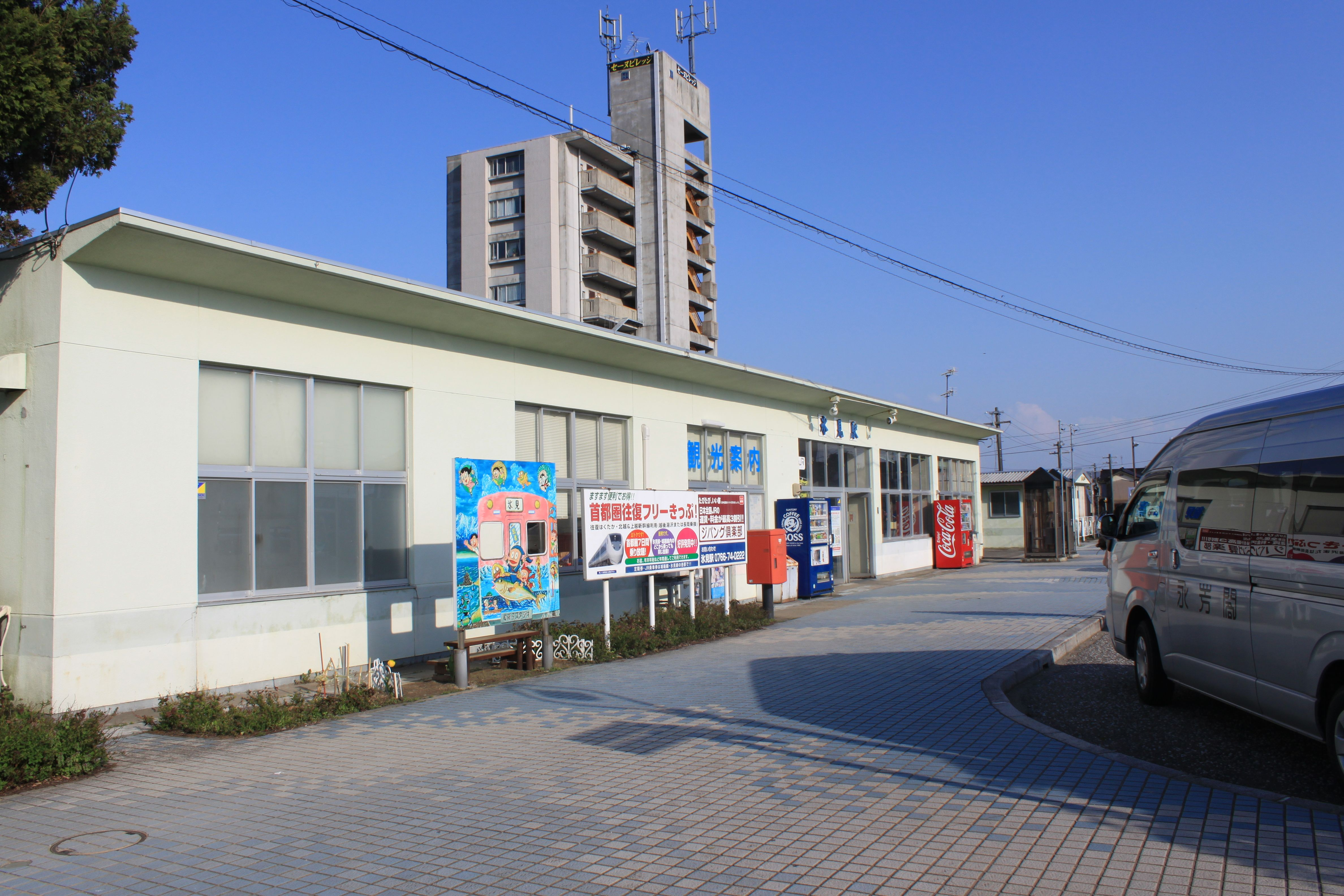
駅舎（整備事業前）
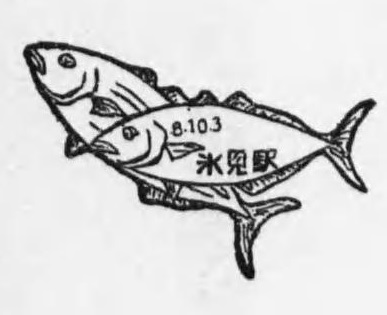
戦前の当駅記念駅印

## 駅構造
頭端式ホーム1面2線を持つ地上駅である。ただし切り欠きホームの2番線は列車の発着がなく、1面1線のみ使用されている。構内には機回し線を有するほか、かつては転車台が設置されていた。
北陸広域鉄道部が管理し、JR西日本金沢メンテックが駅務を受託する業務委託駅であり、みどりの窓口が開設されている。また、構内には観光案内所がある。

### のりば
| のりば | 路線           | 行先           |
| ------ | -------------- | -------------- |
| 1      | ■氷見線        | 高岡方面       |
| 2      | （使用停止中） | （使用停止中） |

- 駅の接近メロディは「デイドリーム・ビリーバー」である。

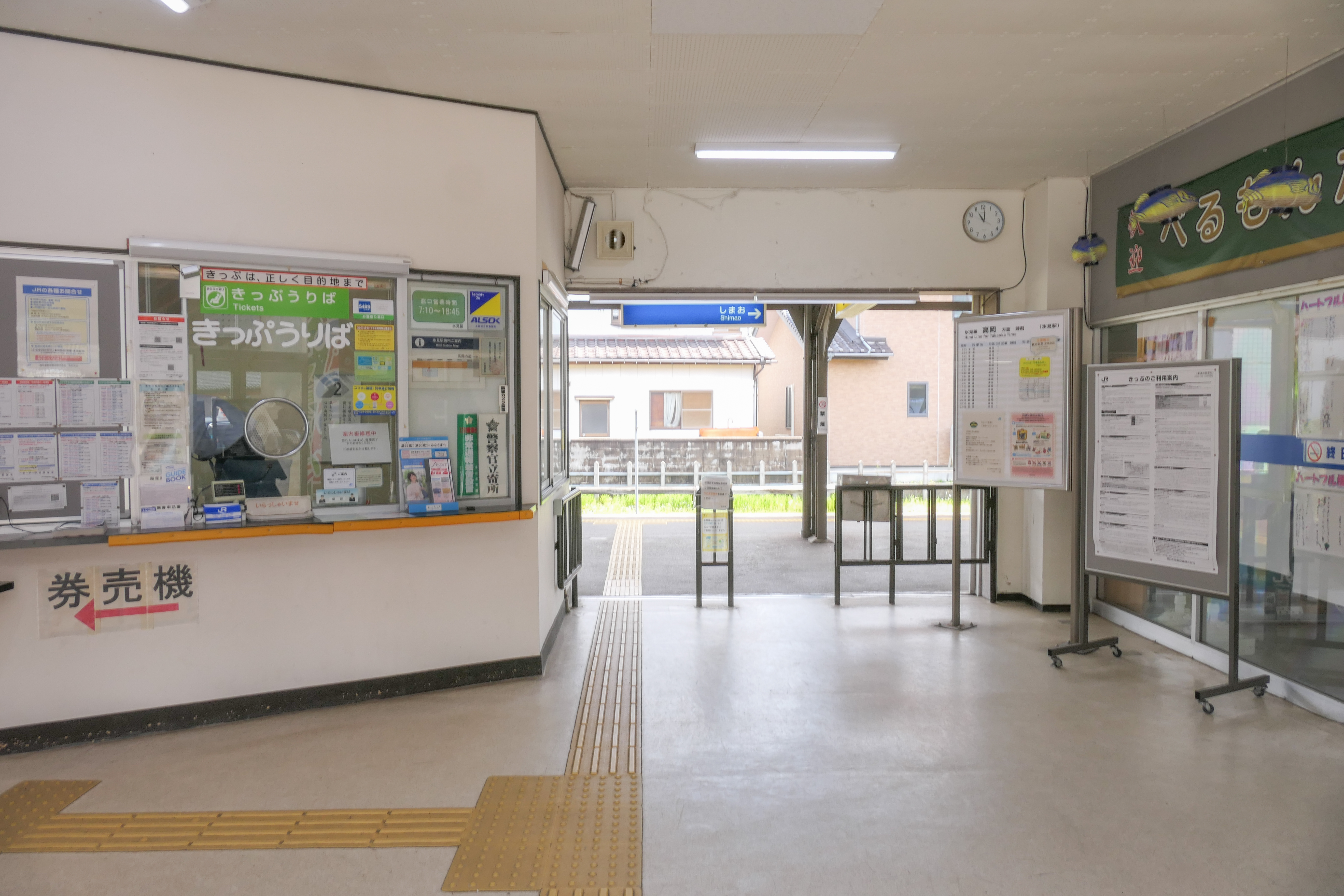
改札口（2022年5月）
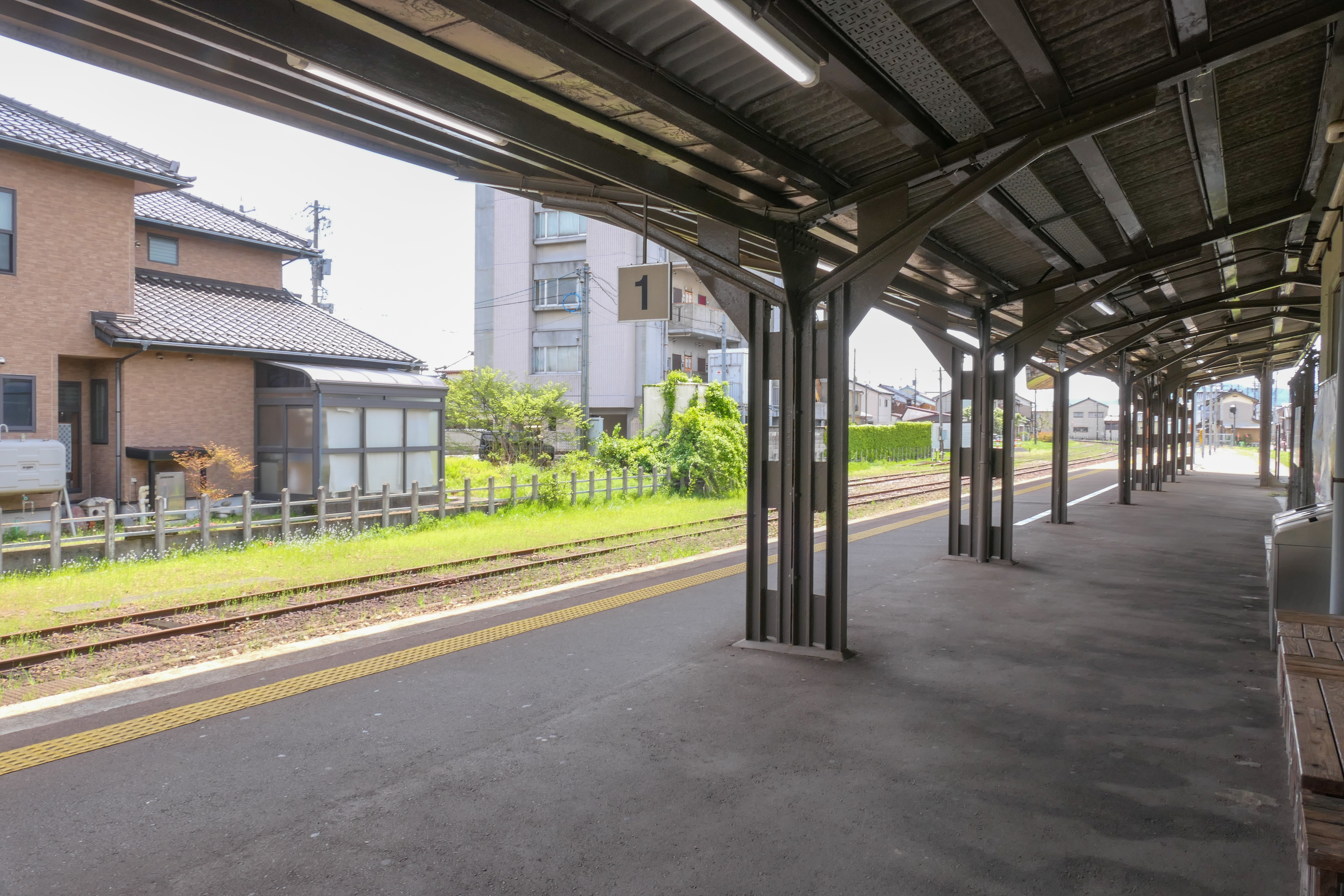
ホーム（2022年5月）

当駅到着の最終列車は旅客扱い終了後、直ちに高岡駅に回送する。このため夜間滞泊は行っていない。

## 貨物取扱

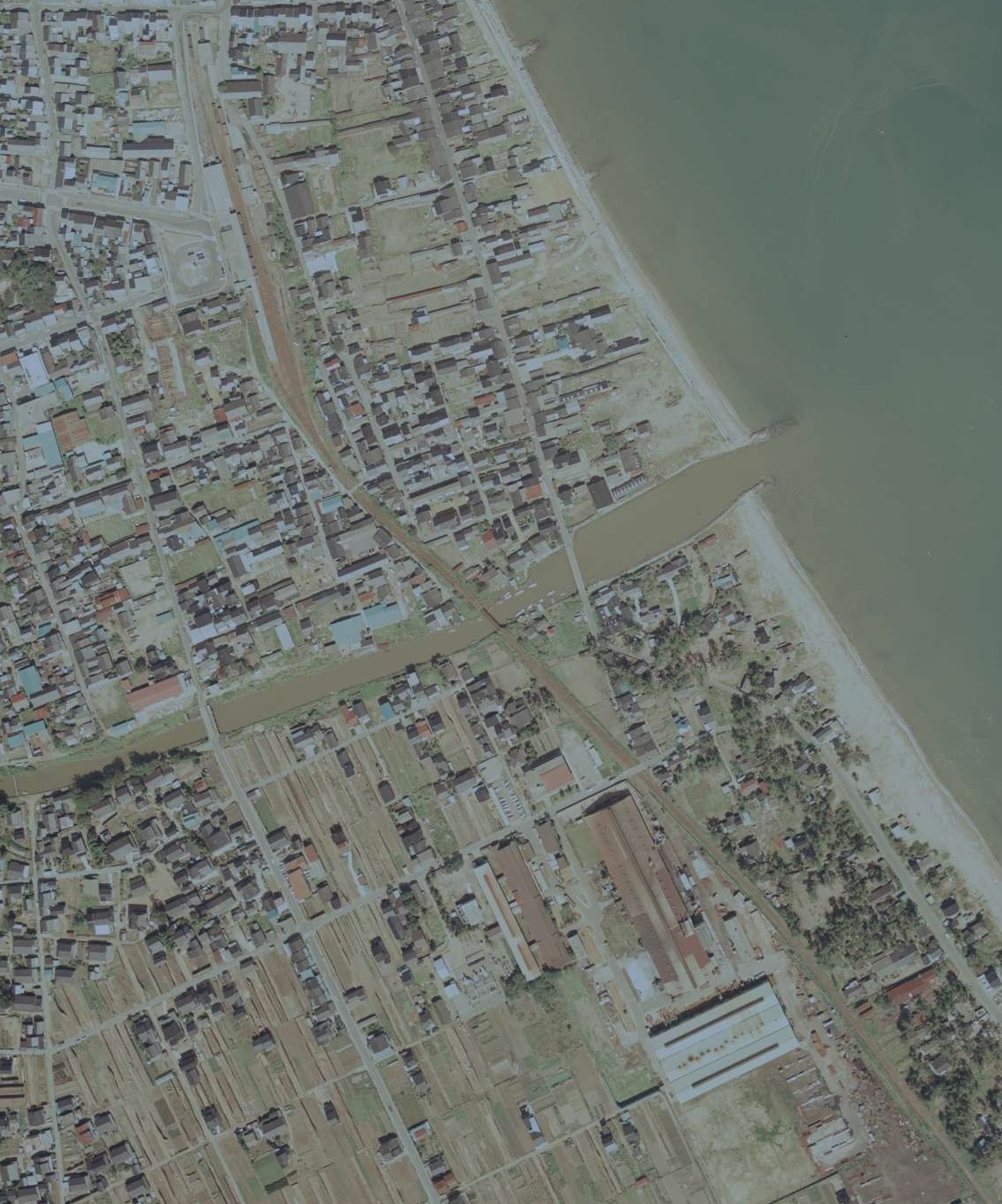
1975年（昭和50年）9月6日撮影の当駅周辺航空写真

当駅における貨物取扱は、1978年（昭和53年）3月1日に廃止された。
1951年（昭和26年）12月15日付『鉄道公報』第732号通報「専用線一覧について（営業局）」別表によると、当駅接続の専用線は次の通りであった。
- 中越電化工業線（第三者使用：日本通運、動力：国鉄機関車、作業粁程：0.7粁）

1953年（昭和28年）10月10日付『鉄道公報』第1254号通報専用線一覧別表掲載中、当駅接続の専用線は次の通りであった。
- 小松製作所線（第三者使用：日本通運、動力：国鉄機関車、作業粁程：0.7粁、備考：当専用線は氷見駅 - 島尾駅間より分岐する）

1970年（昭和45年）10月1日時点における当駅所属の専用線は以下の通りであった。
- 小松製作所線（通運事業者：日本通運、動力：国鉄機関車、作業粁程：0.7粁、総延長粁程：0.4粁、備考：当専用線は氷見駅 - 島尾駅間より分岐する）

## 利用状況
「富山県統計年鑑」および「氷見市の統計」によると、近年の1日平均乗車人員は以下の通りである。
| 年度   | 1日平均 乗車人員 |
| ------ | ---------------- |
| 1995年 | 1,460            |
| 1996年 | 1,434            |
| 1997年 | 1,316            |
| 1998年 | 1,231            |
| 1999年 | 1,133            |
| 2000年 | 1,108            |
| 2001年 | 1,021            |
| 2002年 | 953              |
| 2003年 | 889              |
| 2004年 | 870              |
| 2005年 | 814              |
| 2006年 | 812              |
| 2007年 | 771              |
| 2008年 | 745              |
| 2009年 | 764              |
| 2010年 | 768              |
| 2011年 | 812              |
| 2012年 | 798              |
| 2013年 | 814              |
| 2014年 | 769              |
| 2015年 | 843              |
| 2016年 | 853              |
| 2017年 | 819              |
| 2018年 | 819              |
| 2019年 | 761              |
| 2020年 | 642              |
| 2021年 | 628              |
| 2022年 | 685              |
| 2023年 | 697              |

## 駅周辺
当駅の駅前から国道415号の伊勢大町交差点までの道路には、漫画『怪物くん』のキャラクター像4体が設置されている。
- 氷見市立朝日丘小学校
- 氷見市立南部中学校
- 富山県立氷見高等学校
- 氷見市立博物館
- 上日寺のイチョウ（国指定天然記念物）
- 氷見市農業協同組合（JA氷見市）本店

## バス路線
| 運行事業者     | 路線・行先                                           | 備考               |
| 氷見駅前停留所 | 氷見駅前停留所                                       | 氷見駅前停留所     |
| -------------- | ---------------------------------------------------- | ------------------ |
| 加越能バス     | 市街地循環線：（右回り・左回り）氷見市民病院         | 日曜・祝日運休     |
| 加越能バス     | ひみ番屋街線：ひみ番屋街                             | 平日運休           |
| 加越能バス     | 氷見高校線：氷見高校前                               | 土休日・休校日運休 |
| 氷見駅口停留所 |                                                      |                    |
| 加越能バス     | 脇線 47：脇 / 高岡駅前                               |                    |
| 加越能バス     | 新守山経由氷見線 46：氷見市民病院 / 高岡駅前         |                    |
| 加越能バス     | 伏木経由氷見線 42：氷見市民病院 / 高岡駅前           |                    |
| 加越能バス     | 高岡ふしき病院経由氷見線 44：氷見市民病院 / 高岡駅前 |                    |
| 加越能バス     | 仏生寺経由氷見線 32：氷見市民病院 / 高岡駅前         |                    |

## 隣の駅
西日本旅客鉄道（JR西日本）
■氷見線
島尾駅 - 氷見駅